# 카미쿠즈☆아이돌

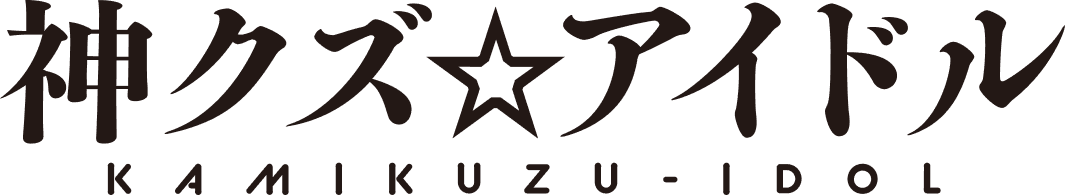

《카미쿠즈☆아이돌》(일본어: 神クズ☆アイドル)은 이소플라본 히지키가 지은 일본의 만화이다. 『코믹 ZERO-SUM』(이치진샤)에서 2018년 2월호에서 발간 중.

## 줄거리
얼굴은 참 잘생겼다. 하지만 아이돌이면서 노래도 안 부르지, 춤 추지도 않지, 심지어 팬 서비스조차 없다. 아이돌을 할 마음이 전혀 없는 니요도 유우야.
돈을 쉽게 벌 수 있다는 얘기만 듣고 연예계에 발을 들여놓았지만 너무 성의 없는 태도에 소속사 사장님한테 그만두라는 말까지 듣는데..
그러던 어느날 우연히 마주친 1세대 아이돌 모가미 아사히의... 유령?! 둘이서 '한 몸'으로 톱 아이돌을 목표로!!